# لورين لوك
لورين لوك (بالإنجليزية: Lauren Luke)‏ هي فنانة مكياج بريطانية، ولدت في 8 ديسمبر 1981 في ساوث شيلدز ‏ في المملكة المتحدة.

## وصلات خارجية
- الموقع الرسمي
- لورين لوك على موقع IMDb (الإنجليزية)
- لورين لوك على موقع إن إن دي بي (الإنجليزية)